# Leuronota distincta
Leuronota distincta är en insektsart som först beskrevs av Crawford 1917.  Leuronota distincta ingår i släktet Leuronota och familjen spetsbladloppor. Inga underarter finns listade i Catalogue of Life.